# Feng Zikai
Pour les articles homonymes, voir Feng.
Ne doit pas être confondu avec Feng Jicai ou Feng Zicai.
 (juillet 2024).
La mise en forme du texte ne suit pas les recommandations de Wikipédia : il faut le « wikifier ».
Les points d'amélioration suivants sont les cas les plus fréquents. Le détail des points à revoir est peut-être précisé sur la page de discussion.
- Les titres sont pré-formatés par le logiciel. Ils ne sont ni en capitales, ni en gras.
- Le texte ne doit pas être écrit en capitales (les noms de famille non plus), ni en gras, ni en italique, ni en « petit »…
- Le gras n'est utilisé que pour surligner le titre de l'article dans l'introduction, une seule fois.
- L'italique est rarement utilisé : mots en langue étrangère, titres d'œuvres, noms de bateaux, etc.
- Les citations ne sont pas en italique mais en corps de texte normal. Elles sont entourées par des guillemets français : « et ».
- Les listes à puces sont à éviter, des paragraphes rédigés étant largement préférés. Les tableaux sont à réserver à la présentation de données structurées (résultats, etc.).
- Les appels de note de bas de page (petits chiffres en exposant, introduits par l'outil «  Source ») sont à placer entre la fin de phrase et le point final[comme ça].
- Les liens internes (vers d'autres articles de Wikipédia) sont à choisir avec parcimonie. Créez des liens vers des articles approfondissant le sujet. Les termes génériques sans rapport avec le sujet sont à éviter, ainsi que les répétitions de liens vers un même terme.
- Les liens externes sont à placer uniquement dans une section « Liens externes », à la fin de l'article. Ces liens sont à choisir avec parcimonie suivant les règles définies. Si un lien sert de source à l'article, son insertion dans le texte est à faire par les notes de bas de page.
- La présentation des références doit suivre les conventions bibliographiques. Il est recommandé d'utiliser les modèles {{Ouvrage}}, {{Chapitre}}, {{Article}}, {{Lien web}} et/ou {{Bibliographie}}. Le mode d'édition visuel peut mettre en forme automatiquement les références.
- Insérer une infobox (cadre d'informations à droite) n'est pas obligatoire pour parachever la mise en page.

Pour une aide détaillée, merci de consulter Aide:Wikification.
Si vous pensez que ces points ont été résolus, vous pouvez retirer ce bandeau et améliorer la mise en forme d'un autre article.
Feng Zikai (chinois simplifié 丰子恺, chinois traditionnel 豐子愷), né en 1898, au (石门镇 bourg de Shimen) de la ville de Tongxiang, dans la province du Zhejiang, et décédé à Shanghai en 1975, est un artiste chinois et considéré comme "l'initiateur de la bande dessinée chinoise moderne". "丰子恺纪念馆 Le mémorial de Feng Zikai" est situé au bourg de Shimen. Il se compose de deux parties, l'ancienne résidence de Feng Zikai et "丰子恺漫画馆 le musée de la bande dessinée de Feng Zikai". La superficie totale est de 820 mètres carrés. Il y a 2796 pièces (séries) dans la collection, dont 28 pièces (séries) appartenant à de "珍貴文物
précieuses reliques culturelles". Des calligraphies, des dessins, des manuscrits, la correspondance de Feng Zikai et ceux des célébrités modernes constituent les pièces principales du musée.

## Éléments biographiques
Feng Zikai fait des études durant les années 1910. Il a comme professeurs Li Shutong (1880-1942) et Xia Manzun (1886-1946). Il part pour Tokyo au Japon en 1921 puis s'installe à Shanghai en 1922. Il quitte la région de Shanghai  en 1937 en raison de la guerre sino-japonaise et s'y installe de nouveau une fois celle-ci terminée. Ses vingt-cinq premières années de carrière correspondent à la période la plus active de sa vie.
Après la fondation de la République populaire en 1949, il s’installe définitivement à Shanghai, où il va occuper plusieurs postes successifs dans la bureaucratie culturelle. Ses peintures étant jugées trop pessimistes, contemplatifs et ambigus, il réduit très nettement sa production, préférant se tourner vers la traduction d’ouvrages russes ou japonais. Durant la Révolution culturelle, alors qu’il continue à peindre dans le plus grand secret, il est soumis aux critiques les plus acerbes. Réhabilité deux ans plus tard, il meurt en 1975.
[1] Danielle Elisseeff, postface, dans Marie Laureillard, Feng Zikai, un caricaturiste lyrique : dialogue du mot et du trait, Paris, L’Harmattan, « L’univers esthétique », 2017, p. 361.
[2] Marie Laureillard, Feng Zikai, un caricaturiste lyrique : dialogue du mot et du trait, op. cit.
[3] Nous nous sommes efforcée de reconstituer la datation des peintures et d’identifier les auteurs des poèmes cités grâce aux œuvres complètes éditées par Feng Yiyin et Feng Chenbao et publiées par les éditions Jinghua de Pékin en 1999.
[4] Jacques Pimpaneau, Sauve qui veut !, Paris, Kwok On, 1993, p. 8.

## Œuvre
Tout d’abord initié par Li Shutong à la peinture occidentale et au dessin d’après nature, Feng Zikai a toujours opté pour une attitude éclectique. On décèle sous son pinceau l’influence de la caricature occidentale, qu’il connaît bien (Daumier, Valloton, Effel), de peintres européens comme Millet, Van Gogh ou Matisse, mais également de modèles sino-japonais. Il se réclame en premier lieu du Japonais Takehisa Yumeji (1884-1934), dont il a découvert avec émerveillement les dessins empreints de lyrisme lors de son séjour au Japon. Comme lui, il décide de représenter son environnement tel qu’il l’a sous les yeux plutôt que les motifs éculés d’une époque révolue. Mais s’il adopte perspective linéaire ou rendu de la lumière, il rejette le réalisme auquel se réduit à ses yeux l’art réaliste occidental, mettant en avant des notions de vision intérieure, d’inachevé et de réalité située au-delà du visible en se référant clairement à l’esthétique chinoise. On peut songer devant ses œuvres à certaines images épurées aux tracés rapides et spontanés du Japonais Sengai (1750-1837) ou des Chinois Zeng Yandong (1751-1827) ou Chen Shizeng (1876-1923). Loin de réfuter la peinture chinoise de la tradition lettrée, il s’en fait même l’ardent défenseur en la déclarant supérieure à toute autre de par sa dimension spirituelle et non mimétique. Avec son style reconnaissable au premier coup d’œil, il tente de la moderniser à sa manière en introduisant certains motifs contemporains (train, voiture, ascenseur, poste de radio, lampe électrique…), mais aussi en conférant un rôle inédit aux femmes et aux enfants, autrefois cantonnés dans des représentations stéréotypées.
Ses premières œuvres en noir et blanc frappent déjà par l’économie de moyens et la simplification du trait, qui évoquent le dessin d’humour d’inspiration occidentale tout autant que les gravures chinoises. Ayant pour support une feuille de papier de format presque invariable d’environ 24 x 17 cm, elles se présentent généralement comme des tableaux indépendants, même s’il arrive parfois qu’elles soient regroupées en séries de quatre vignettes formant un récit continu. Elles sont toujours pourvues d’une inscription calligraphiée dans le style de chancellerie cursive (zhangcao), tandis que la signature se rattache clairement à un courant occidentaliste, composée des initiales (TK) des deux syllabes formant son prénom, noté « Tzu-K’ai » selon le système de transcription anglo-saxon en usage à l’époque.
Feng Zikai se lance dans la couleur à partir de 1938 en signant par des  caractères chinois et en apposant un sceau rouge, renouant avec des pratiques plus classiques. Dans ses encres et couleurs sur papier, il adopte alors des coloris francs dignes des estampes japonaises, tout en conservant un style dépouillé proche de celui de ses peintures à l’encre noire. Seuls le format légèrement supérieur (environ 30 x 23 cm) et les aplats colorés les en distinguent.
Grâce à ce style simple, épuré, facile d’accès, la frontière entre une peinture destinée à la contemplation recueillie d’une élite et une forme d’art touchant un large public s’estompe. Feng Zikai assume en réalité une double identité de caricaturiste et de lettré. Il se libère de modèles picturaux classiques très codifiés tout en privilégiant une idée de compassion empruntée au bouddhisme, vers lequel il s’est tourné sous l’influence de Li Shutong. Son œuvre révèle cette double identité à travers les deux pôles entre lesquels elle oscille, d’un côté la société et ses vicissitudes, qui aiguisent son esprit critique, de l’autre l’univers de l’enfance, qu’il se donne pour modèle, ainsi que la nature, lieu d’élévation spirituelle par excellence. Ses nombreux essais, dont une partie a été traduite en français (Gallimard, 2010) , témoignent des mêmes préoccupations. Ses peintures, créées dans un pays en proie aux guerres, aux mouvements sociaux et aux révolutions, ne peuvent laisser indifférent : elles transmettent envers et contre tout une philosophie de vie empreinte de sagesse, d’harmonie et de sérénité et traduisent une indéfectible foi en l’homme.
[1] Jacques Pimpaneau, Sauve qui veut !, Paris : Kwok On, 1993, p. 8.
[1] Danielle Elisseeff, postface, dans Marie Laureillard, Feng Zikai, un caricaturiste lyrique : dialogue du mot et du trait, Paris : L’Harmattan, « L’univers esthétique », 2017, p. 361.

## Postérité
Un prix portant le nom de Feng Zikai, destiné à récompenser des livres illustrés pour enfants, a été créé en 2009.

## Œuvre publié
- (zh) Feng Yiyin et Feng Chenbao (dir.), Feng Zikai manhua quanji (Œuvre dessiné complet de Feng Zikai), Pékin, Jinghua chubanshe, 1999 (16 vol.)
- Couleur de nuage, trad. Marie Laureillard, Paris, Gallimard, coll. « Bleu de Chine », 2010
- Recueil de caricatures de Feng Zikai : oeuvres choisies, préface et traduction de Marie Laureillard, Paris, You Feng, 2018, rééd. 2021